# Tabi (Sénégal)
Pour les articles homonymes, voir Tabi (homonymie).
Tabi (ou Teuby) est un village du Sénégal situé en Basse-Casamance, à l'est de Niamone. Il fait partie de la communauté rurale de Niamone, dans l'arrondissement de Tenghory, le département de Bignona et la région de Ziguinchor.
Lors du dernier recensement (2002), la localité comptait 692 habitants et 96 ménages.

## Présentation
Le nom du village, Tabi, vient de Teubi ou Teumi qui signifie « court » en référence aux huttes basses des premiers habitants. Ces derniers avaient adopté ce mode de construction pour que leurs habitations soient moins facilement repérables par leurs voisins Baïnouck avec qui ils étaient en guerre.
Le village est composé de deux quartiers : Bouléghate et Farabato.

## Géographie
Superficie d'environ 1,2 km² (2 km de long, 600 m de large).
Tabi est situé à 20 km au nord de Ziguinchor (capitale régionale) sur la route de Ziguinchor-Bignona et à 6 km du carrefour de Coubalan.
Il est délimité :

- à l'est par le village de Boureck
- à l'ouest par le village de Niamone
- au nord par le village de Kalomba
- au sud par le village de Tobor

## Population
Lors du dernier recensement (2002), la localité comptait 692 habitants et 96 ménages.
La population est composée pour majorité de Diolas, de quelques familles mandingues et peuls.

## Activités économiques
L’activité économique principale est la culture de l’arachide. Il y a également deux groupements d'intérêts économiques (GIE), un par quartier. Les vergers sont également en nombre.